# Helenia
Helenia es un género de foraminífero bentónico considerado homónimo posterior de Helenia Walcott, 1889, y sustituido por Helenina de la familia Heleninidae, de la superfamilia Discorboidea, del suborden Rotaliina y del orden Rotaliida. Su especie tipo era Pseudoeponides anderseni. Su rango cronoestratigráfico abarcaba el Holoceno.

## Clasificación
Helenia incluía a la siguiente especie:
- Helenia anderseni